# Vögelsen
Vögelsen ist eine Gemeinde im Landkreis Lüneburg in Niedersachsen (Deutschland).
Die Gemeinde Vögelsen gehört zur Samtgemeinde Bardowick. Zu Vögelsen gehört auch das Richtung Dachtmissen gelegene Neu Vögelsen.

## Geografische Lage
Der Ort liegt 5 km nordwestlich von Lüneburg südlich der Bundesautobahn 39 zwischen Lüneburg, Reppenstedt, Dachtmissen, Mechtersen und Bardowick. Vögelsen bildet mit den Orten Reppenstedt, Adendorf und Bardowick sowie Deutsch Evern und Wendisch Evern einen dichter besiedelten Bereich um die Kernstadt Lüneburg mit zusammen ca. 30.000 Einwohnern.

## Geschichte
Die erste Erwähnung von Vögelsen datiert auf den 21. Mai 1158 in einer Urkunde aus Verden. In dem Dokument wurde die Abgabenpflicht an das Stift Bardowick festgelegt. Im Mittelalter wird Vögelsen auch unter den Namen Vogelsen, Voghelsen und Voglissen in Urkunden erwähnt.
Vögelsen war ursprünglich ein kleines Bauerndorf, in dessen Kern heute noch alte Eichenbestände auffallen. Hier stehen auch heute noch die acht Bauernhöfe, aus denen Vögelsen entstand. Unverkennbares Symbol für den einmaligen Namen „Vögelsen“ sollen die Haubenlerchen sein. Dieser heimische Vogel ist hier weit verbreitet.

## Politik
Die Gemeinde Vögelsen gehört zum Landtagswahlkreis 49 Lüneburg und zum Bundestagswahlkreis 38 Lüchow-Dannenberg – Lüneburg.

### Gemeinderat
Der Gemeinderat Vögelsen hat einschließlich Bürgermeister 13 Mitglieder. Die Ratsmitglieder werden durch eine Kommunalwahl für jeweils fünf Jahre gewählt.

Bei der Kommunalwahl 2021 ergab sich folgende Sitzverteilung:
| Gemeinderat 2021Insgesamt 13 Sitze - SPD: 7 - Grüne: 3 - FDP: 1 - CDU: 2 |

### Bürgermeister
Bürgermeisterin ist seit 2014 Silke Rogge (SPD).

### Wappen
Ein längs gespaltenes Schild; Hintergrund links Silber, rechts Grün, nimmt im silbernen Feld eine grüne, knorrige Eiche mit 8 goldenen Eicheln und im grünen Feld drei nach links blickende untereinander stehende Haubenlerchen auf.

## Kultur und Sehenswürdigkeiten
Der Richtung Lüneburg weisende Teil von Vögelsen wird von dem Kulturdenkmal Alte Lüneburger Landwehr, einer Wallanlage aus dem 14. Jahrhundert, zum historischen Teil von Vögelsen abgetrennt. Einen Eindruck über den Aufbau und die Größe der Anlage bietet der bewaldete Abschnitt zwischen Reppenstedt und Vögelsen. Ein unbefestigter Waldweg ermöglicht es, den Abschnitt zu bewandern.

## Regelmäßige Veranstaltungen
- Dorffest
- Schützenfest

## Wirtschaft und Infrastruktur
Die Gemeinde verfügt u. a. über ein Ortszentrum mit Einrichtungen der Grundversorgung.
Darüber hinaus bestehen eine stationäre Pflegeeinrichtung für demenzerkrankte Menschen, ein Kirchengemeindezentrum, eine Krippe, ein Kindergarten und eine Grundschule mit Turnhalle.

## Verkehr
Vögelsen liegt an der Straße von Bardowick nach Kirchgellersen. Der öffentliche Personennahverkehr wird durch Buslinien des Hamburger Verkehrsverbunds gewährleistet. Vögelsen lag an der Bahnstrecke Wittenberge–Buchholz.

## Sport (Vereine)
- TSV Mechtersen/Vögelsen von 1950[5]
- Blaskapelle Vögelsen als Musikgruppe 1978. Von 1983 bis 1998 bestand eine Partnerschaft mit dem Musikzug der Freiwilligen Feuerwehr Eichede[6]

## Söhne und Töchter der Gemeinde
- Ernst Schmidt (1892–1975), Thermodynamiker und Hochschullehrer

### Persönlichkeiten, die vor Ort gewirkt haben
- Peter Hoffmann (* 1953), deutscher Musikproduzent